# Yoshiko Sakurai
Yoshiko Sakurai (櫻井よしこ), née le 26 octobre 1945 à Hanoï, est une journaliste japonaise travaillant en indépendant. Pendant longtemps, elle a été présentatrice dans les journaux télévisés de Nippon Television. Originaire de la ville de Nagaoka (préfecture de Niigata), elle est licenciée d'histoire de l'université de Hawaii. Aujourd'hui, elle est à la tête de l'Institut des Questions Fondamentales de l'État, think-tank privé localisé au Japon.
Elle a modifié son prénom en hiragana, à la suite d'erreurs de prononciation (Ryōko et non Yoshiko) et d'une confusion fréquente avec Yōko Sakurai, présentatrice pour la chaîne publique japonaise NHK.

## Biographie
- Elle naît au Vietnam, dans un hôpital de campagne de Hanoï. Ses parents sont tous les deux japonais. De retour du Vietnam, elle habite à Nakatsu, dans la préfecture d'Ōita, avant de déménager à Nagaoka, dans la préfecture de Niigata, alors qu'elle est collégienne. Elle intègre le département de lettres de l'Université Keiō, mais elle doit interrompre ses études et partir à Hawaii, où elle étudie grâce à une bourse et des petits boulots[1]. Elle obtient finalement une licence d'histoire à l'université d'Hawaii.

- Après un passage au journal The Christian Science Monitor à Tokyo, elle devient à partir de mai 1980 présentatrice du journal télévisé Kyō No Dekigoto, de Nippon Television. Durant 16 ans, à savoir jusqu'en mars 1996, elle participe régulièrement à l'émission. C'est une des premières femmes à exercer le métier de présentateur de nouvelles, ayant pour caractéristique de parler d'un ton posé et calme.

- En 1995, elle obtient le prix Sōichi Ōya pour son ouvrage traitant du scandale du sang contaminé : Le crime du sida. La tragédie des patients hémophiles.

- D'avril 2007 à juin 2008, elle effectue des commentaires dans l'émission télévisée de Fuji Television, Shin Hōdō Premier A.

- Depuis décembre 2007, elle est la présidente de l'Institut des Questions Fondamentales de l'État.

## Apparition dans les médias
- Elle apparaît de manière aléatoire dans les débats télévisés de Hōdō 2001 (Fuji Television) ou Sunday Project (TV Asahi). Il est très rare de la voir dans les émissions de variétés.

## Personnalité et prises de position
- Yoshiko Sakurai est affiliée au très influent et ouvertement révisionniste lobby Nippon Kaigi[2], qui nie l'existence de crimes de guerre japonais, vise à restaurer la monarchie et le militarisme, et préconise une révision de la Constitution et des textes scolaires.

- En 1998, elle obtient le prix Kan-Kikuchi, pour l'ensemble de ses essais et conférences sur des thèmes variés de l'actualité japonaise : les Femmes de réconfort, le sida, les impôts, l'éducation, la corruption des hommes politiques. Elle est membre de jury pour l'attribution des prix Bungei, Shunjū et Shinchō Document.

- Opposée au système de registre informatique des citoyens (住民基本台帳ネットワーク, Jūmin kihon daichō nettowāku?), elle ne souhaite pas l'attribution d'un numéro pour chaque citoyen japonais. Bien que favorable au Premier Ministre Jun'ichirō Koizumi au départ, elle ne tarde pas à montrer son changement de position, après les échecs de la réforme de la corporation des autoroutes ou de la deuxième visite en Corée du Nord.

- À côté d'autres critiques conservateurs comme Kōichi Endō ou Kanji Nishio, elle déplore que la diplomatie japonaise envers la Corée du Nord soit timorée. Elle n'en félicite pas moins Jun'ichirō Koizumi de s'être rendu au sanctuaire de Yasukuni et d'avoir annulé l'Aide Publique au Développement devant être attribuée à la Chine.

- Yoshiko Sakurai est particulièrement critique envers les hommes politiques qui ont voulu s'attirer les faveurs des grands du monde de l'autoroute, comme Naoki Inase ou Nobuteru Ishihara. De fait, Ishihara ne sera dès lors plus employé dans les postes importants du cabinet Koizumi, au profit de Tarō Asō ou de Tsutomu Takebe. Le gouvernement Abe n'est pas épargné par ses critiques : elle préconise notamment la réforme constitutionnelle.

- En 1997, elle affirme que le décès de certains patients asthmatiques était dû à un effet secondaire du Fenoterol (Berotec au Japon) sur le cœur humain, faisant ainsi de cette affaire un scandale qui suit celui du sang contaminé. Dans Bungei Shunjū (juin 1997), elle publie un article sur le sujet : « Les patients asthmatiques meurent les uns après les autres ». Parallèlement, elle en fit un dossier dans l'émission Kyō no Dekigoto, avant de rédiger un nouvel article dans Bungei Shunjū (septembre 1997) : « Les patients asthmatiques trompés par NHK ». Le contenu de ces articles a pourtant été critiqué par certains professionnels médicaux et associations de patients, pour sa relative ignorance de la situation médicale concernant l'asthme[3],[4].

- Elle penserait que la famille impériale dispose d'une histoire longue de 2 600 ans. Elle refuse un trop grand empressement vers une réforme du Code impérial et soutient qu'il faut préférer la procédure actuelle.

- Elle affirme que l'empereur Hirohito n'est pas allé se recueillir au sanctuaire de Yasukuni à cause des paroles de Takeo Miki relatives à sa visite privée, niant tout rapport avec le problème de la présence des criminels de guerre japonais de classe A[5]. En juillet 2006, lors de la découverte des notes Tomita qui témoignent de la réluctance de l'empereur Hirohito vis-à-vis de l'ajout des criminels de guerre de classe A, la journaliste met en doute l'authenticité de ces notes. Elle dit également qu'il ne faut pas les instrumentaliser politiquement, craignant l'influence de ces écrits sur les visites publiques au sanctuaire.

- Selon elle, l'attaque de Pearl Harbor serait un piège stratégique tendu par le président Roosevelt. Pour preuve, elle cite l'ouvrage de Robert Stinnett Day of Deceit. The Truth about FDR and Pearl Harbour, notamment le chapitre 5 et le chapitre 12, où les troupes de l'amiral Nagumo « utilisaient les transmissions sans fil à n'en pas finir, semblables à des serpents à sonnette ». Cependant, dans les journaux de guerre conservés à la bibliothèque de Merryland aux États-Unis, on trouve des notes selon lesquelles les transmissions sans fil étaient bloquées. Ces journaux de bord ont été retrouvés à bord du cuirassé Kirishima qui appartenait au troisième régiment maritime de l'amiral Nagumo, ainsi que parmi le premier régiment de torpilleurs (journal daté de décembre 1941).

- Diplomatiquement, elle a une position de conservatrice pro-américaine et partage presque entièrement l'opinion des États-Unis quant au problème irakien. Elle a soutenu la guerre en Irak dans la perspective d'un écrasement du régime de Saddam Hussein. Elle souligne que le plus grand résultat de cette guerre est la disparition de Saddam Hussein, permettant la tenue des premières élections démocratiques en Irak.

- Sur Internet, elle est souvent appelée « Madame Sakurai » (櫻井女史, Sakurai joshi?, joshi étant un terme de grande politesse) ou Grande sœur Sakurai (櫻井おねえさん, Sakurai onēsan?), elle jouit d'un grand succès auprès de la jeunesse japonaise à opinion conservatrice, au même titre que Hisayuki Miyake.

- Le 29 septembre 2006, elle apparaît pour la dernière fois dans l'émission Kyō no Dekigoto, après dix ans d'absence.

- Par sa longue expérience de présentatrice télé, elle défend l'idée selon laquelle un présentateur télé ne doit pas tout simplement critiquer, mais étayer sa critique au moyen de données précises. Son modèle est le présentateur Robert McNeil.

- En 2007, son nom apparaît parmi les personnes favorables au film La vérité à propos de Nankin.

- Concernant les problèmes environnementaux et les copies des produits marchands, Yoshiko Sakurai adopte une attitude critique envers le parti communiste chinois.